# Liste des titres musicaux numéro un en Autriche en 1975
Cette page liste les titres numéro un dans les meilleures ventes de disques en Autriche pour l'année 1975.

## Classement des singles
| №  | Date         | Artiste                         | Titre                            |
| -- | ------------ | ------------------------------- | -------------------------------- |
| 1  | 15 janvier   | Carl Douglas                    | Kung Fu Fighting                 |
| 2  | 15 février   | Carl Douglas                    | Kung Fu Fighting                 |
| 3  | 15 mars      | Frank Zander                    | Der Ur-Ur-Enkel von Frankenstein |
| 4  | 15 avril     | Billy Swan                      | I Can Help                       |
| 5  | 15 mai       | Wolfgang Ambros                 | Zwickt's mi                      |
| 6  | 15 juin      | Wolfgang Ambros                 | Zwickt's mi                      |
| 7  | 15 juillet   | Shirley & Company               | Shame, Shame, Shame              |
| 8  | 15 août      | George Baker Selection          | Paloma blanca                    |
| 9  | 15 septembre | George Baker Selection          | Paloma blanca                    |
| 10 | 15 octobre   | George Baker Selection          | Paloma blanca                    |
| 11 | 15 novembre  | Alain Barrière & Noëlle Cordier | Tu t'en vas                      |
| 12 | 15 décembre  | Georg Danzer                    | Jö schau                         |

## Classement des albums
| №  | Date         | Artiste         | Titre                         |
| -- | ------------ | --------------- | ----------------------------- |
| 1  | 15 janvier   | Compilation     | Music Power                   |
| 2  | 15 février   | Compilation     | Music Power                   |
| 3  | 15 mars      | Compilation     | Music Power                   |
| 4  | 15 avril     | Compilation     | Pop Market                    |
| 5  | 15 mai       | Compilation     | Dynamite                      |
| 6  | 15 juin      | Compilation     | Dynamite                      |
| 7  | 15 juillet   | Wolfgang Ambros | Es lebe der Zentralfriedhof   |
| 8  | 15 août      | Wolfgang Ambros | Es lebe der Zentralfriedhof   |
| 9  | 15 septembre | Wolfgang Ambros | Es lebe der Zentralfriedhof   |
| 10 | 15 octobre   | Compilation     | 20 Polystar Hits              |
| 11 | 15 novembre  | Compilation     | 20 Polystar Hits              |
| 12 | 15 décembre  | Elvis Presley   | Elvis – Seine 40 größten Hits |